# Technoparade
Cet article concerne la définition générale d'une technoparade. Pour la technoparade organisée à Paris, voir Techno Parade.

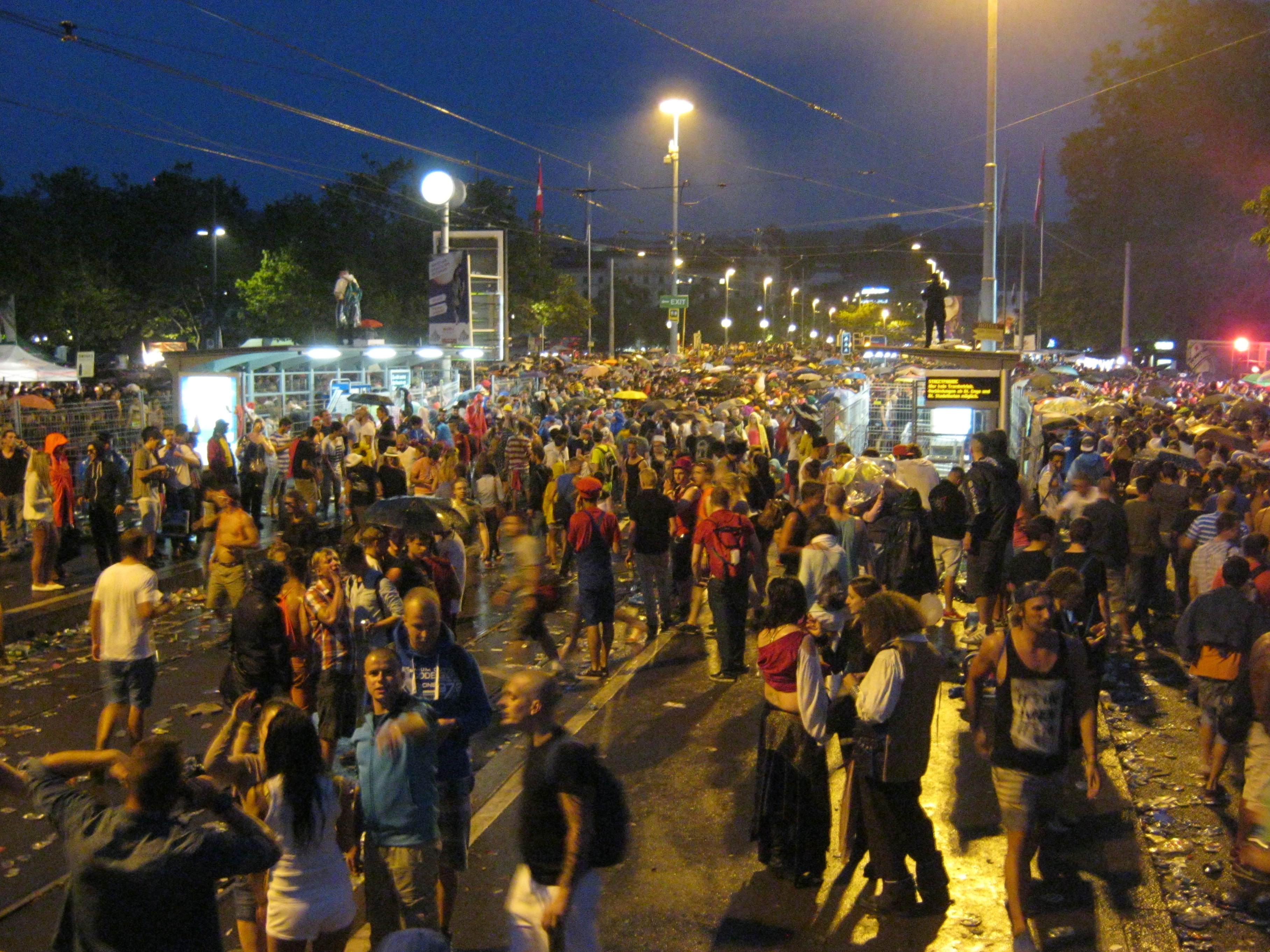
Streetparade en 2014.

Une technoparade (de l'allemand Technoparade, lit. « défilé techno ») est un défilé de véhicules équipés de puissants haut-parleurs le long de rues fermées pour l'occasion. Elle ressemble à un carnaval, mais les véhicules sont décorés plus simplement et la musique — habituellement de la techno, mais pas toujours — provient d'une platine de DJ.

## Histoire
La première technoparade est la Love Parade, créée à Berlin en 1989. Depuis, de nombreuses technoparades ont vu le jour un peu partout dans le monde.
À l'instar des technoparades, diverses manifestations de musique électronique dansante ont également utilisé d'autres véhicules tels que des bateaux de plaisance ou des tramways. Contrairement aux technoparades, qui se caractérisent par le fait que n'importe quel public de passage peut participer à l'événement, dans ce cas, seuls les passagers des bateaux ou des trams peuvent participer en achetant un billet. Un exemple de défilé de bateaux est le Berlin Beats and Boats, qui a lieu à Berlin depuis 2009 et qui comprend jusqu'à 14 pistes de danse flottantes. Une manifestation appelée Housetram, au cours de laquelle un tram équipé d'installations musicales parcourt la ville, a été organisée par Monika Kruse à Munich depuis 1995.

## Liste

### Technoparades principales
- Love Parade (Berlin / Essen / Dortmund, 1 600 000 participants en 2008[réf. nécessaire])
- Street Parade (Zurich, 1 000 000 participants en 2001[réf. nécessaire])
- Techno Parade (Paris, 500 000 participants en 2007[réf. nécessaire])

### Allemagne
- Love Parade (Berlin, Essen, Dortmund)
- Union Move (Munich)
- Generation Move (Hambourg / Kiel)
- Reincarnation (Hanovre)
- Fuckparade (Berlin)
- Future Parade (Bielefeld)
- Vision Parade (Brême)
- Nachttanzdemo (Francfort-sur-le-Main)
- Zug der Liebe (Berlin)

### Suisse
- Street Parade (Zurich)
- Jungle Street Groove/Beat on the Street (Bâle)
- Antiparade (Zurich)
- Lake Parade (Genève)
- Tanz Dich Frei (Berne)

### Autres
- FFWD Heineken Dance Parade (Rotterdam)
- Techno Parade, Paris
- Love Parade (Santiago, Tel Aviv, Mexico, Vienne)
- Budapest Parade (Budapest)
- Freeparade (Vienne)
- Elektro Parade (Porto)
- Cityparade (Gand, Liège)
- Freedom Parade (Tartu)
- LovEvolution (San Francisco)
- Va Bin Parade (Turin)
- Electro Parade (Montréal)